# 夏目あり沙
夏目 あり沙（なつめ ありさ、5月21日 - ）は、日本の女性声優。千葉県出身。アクセルワンジュニア所属。

## 略歴
7歳の時、テレビアニメ『犬夜叉』で初めて職業としての声優を初めて知り、「声優になれば自分も物語のキャラクターになれる！声優になりたい！」と思い、声優を志す。その後は一度声優への道を断念していたが、20歳になる頃、『忍たま乱太郎』のドラマCDを聞いて改めて声優に憧れを抱き、再び目指すことを決めたという。

## 人物
音域はlowF - hihiA#。資格は漢字検定準二級。趣味は歌、動物園めぐり、食べること、散歩。特技はイラスト、コーヒーを美味しく淹れること。

## 出演

### テレビアニメ
- ドリフェス!R（2017年）
- さよなら私のクラマー（2021年、チャント）
- クレヨンしんちゃん（2023年、お姉さんA）
- 氷属性男子とクールな同僚女子（2023年、店員A）
- ゾン100〜ゾンビになるまでにしたい100のこと〜（2023年、バニーゾンビ）
- ドラえもん（テレビ朝日版第2期）（2024年、男の子）

### BLCD
- そんなに言うなら抱いてやる

### 吹き替え

#### 映画
- アテナ
- Amateur/アマチュア（ナターシャ）
- アリータ: バトル・エンジェル（キヌバの女）
- インディ・ジョーンズと運命のダイヤル[3]
- X-MEN:ダーク・フェニックス
- エノーラ・ホームズの事件簿
- エブリシング・エブリウェア・オール・アット・ワンス
- オペレーション・フィナーレ
- カールの絵画教室（ジェナ〈ルーシー・フライヤー〉[4]）
- カサブランカ（イギリス人女性）※N.E.M.版[5]
- 奇跡をつむぐ夜（テレサ・シュミット〈エイミー・アッカー〉[6]）
- キングスマン:ゴールデン・サークル（ロボット）
- キングスマン:ファースト・エージェント（幼ヴィルヘルム[7]）
- グレイハウンド
- 黒人魚（少女〈ダリア・ヤルツェヴァ〉）
- コスメティック・ウォー わたしたちがBOOSよ!
- サスペリア
- ザ・ファイブ・ブラッズ
- ザ・プレデター
- シェイプ・オブ・ウォーター（ウェイトレス）
- 史上最高のカンパイ! 戦地にビールを届けた男
- ジョニー・イングリッシュ アナログの逆襲
- STUBER/ストゥーバー
- セクスタプレッツ -オレって六つ子だったの?-
- セットアップ: ウソつきは恋のはじまり（アンバー）
- セラとチーム・スペード
- 底知れぬ愛の闇（トリクシー）
- SEOBOK/ソボク（イム・セウン〈チャン・ヨンナム〉[8]）
- デッドプール2（シリアルの子〈ルーク・ロエスラー〉）
- トゥループ・ゼロ-夜空に恋したガールスカウト-
- パーフェクト・デート
- バリー・シール/アメリカをはめた男（リーアン）
- ハンガー・ゲーム0（タイガレス・スノー〈ハンター・シェイファー〉[9]）
- ピーター・ラビット（シーボン）※機内版
- ファイティン!（ジュニ〈オク・イェリン〉）
- ブラック・ウィドウ（住宅街の子供6[10]）
- プロジェクト・パワー
- ヘイト・ユー・ギブ
- ボヘミアン・ラプソディ（カシミラ・バルサラ〈プリヤ・ブラックバーン〉）
- マライア・キャリー（ホリー）
- ミスター・ガラス
- MEG ザ・モンスター（男の子 他）
- ランペイジ 巨獣大乱闘（警告の声）
- レッド・スパロー
- ワウンズ: 呪われたメッセージ
- 私は世界一幸運よ

#### ドラマ
- アブセンシア〜FBIの疑心〜
- オルタード・カーボン（サンディ・キム）
- キャッスル 〜ミステリー作家は事件がお好き
- クリックベイト（ジーバ、ジェニー 他）
- ゴーストライター
- The Gifted
- The Sinner -隠された理由-（ソフィー）
- ザ・シューター
- ザ・ラウデスト・ボイス-アメリカを分断した男-
- サルファー・スプリングスの秘密（ネイト）
- SUITS/スーツ
- SUITS:ジェシカ・ピアソン
- 哲仁王后〜俺がクイーン!?（オウォル〈キム・ジュヨン〉）
- ドラキュラ伯爵
- ピーキー・ブラインダーズ
- リジー・ボーデン 美しき殺人鬼

#### アニメ
- 紅き大魚の伝説
- ドラゴンズドグマ
- 僕とロボと不思議な惑星（ママ〈ローラ・ポスト〉）

### デジタルコミック
- コールドゲーム（2021年、カミラ）
- ムービングコミック おいピータン!!（2022年）
- その好きほんと。（2024年、女子高生、同僚女性[11]）

### ナレーション
- FNS27時間テレビ「にほんのスポーツは強いっ!」（「国宝にんげん」コーナーナレーション）
- 神崎恵の人生を変えるプロ級100メソッド
- ただいま改装中!〜お助けDIY作戦〜
- 土曜プレミアム ホンキで弟子入り!免許皆伝」（コーナーナレーション）
- なれそめTV

### その他コンテンツ
- YouTube「直木賞作家×YOASOBI『はじめての』プロジェクトPV」